# Кулі-кулі
Кулі-кулі — це західноафриканська перекуска, яка готується з арахісу, вперше приготована різними етнічними групами, зокрема народом Нупе з Нігерії та народом Дагбон з Гани. Це популярна перекуска в Нігерії, Беніні, північному Камеруні та Гані. Її часто їдять окремо або з сумішшю гаррі, також відомої як пластівці маніоки, цукру та води, яку в народі називають «замочування гаррі». Кулі-кулі також їдять з хауса коко, фурою та каму, іноді мелють і кладуть у салат. Її часто перемелюють і використовують як інгредієнт для суї та кіліші.
Кулі-кулі є побічним продуктом переробки сирого арахісу в арахісову олію.

## Ганський варіант кулі-кулі
Кулі-кулі — поширена хрустка перекуска в Гані та багатьох інших частинах Західної Африки. Використовувані інгредієнти та форми не є універсальними. У північній частині країни, особливо серед народу Дагбон, кулі-кулі виготовляють із залишків арахісу під час видобутку арахісової олії. В основному страва зустрічається в громадах Зонго в Гані.

## Приготування
Щоб зробити кулі-кулі, арахіс обсмажують, а потім подрібнюють у пасту під назвою лабу. Після цього пасту змішують зі спеціями, сіллю, іноді меленим перцем і цукром. Пасту очищають від надлишку олії за допомогою води та формують потрібну форму (круглі кульки, циліндри тощо). Додавання поташу в олію підвищує температуру кипіння. Це призводить до того, що олія витягується з кулі-кулі, і утворюється рідкіша олія, ніж на початку процесу. Під час нагрівання та смаження сформована арахісова паста починає застигати та твердіти. Потім кулі-кулі виймають з олії та дають охолонути до готовності до споживання. Страва має дуже тривалий термін зберігання, і її часто дають дітям як частування або продають мандрівникам у парках таксі.
Усі аспекти виробництва та продажу арахісової олії та кулі-кулі в суспільстві вважаються «жіночою роботою». Досить часто жінки контролюють усі аспекти виробництва та реалізації кулі-кулі. Жінки збирають урожай, видобувають і очищають олію, варять кулі-кулі, несуть на базар і продають. У багатьох культурних групах це вважаються «її (особистими) грошима», створеними для витрачання, як вона вважає за потрібне. Для порівняння, чоловік, який вирощує арахіс, швидше за все, продасть весь свій урожай у 100-кілограмових мішках оптом. За транспортування відповідатиме оптовик.

### Харчування
Кулі-кулі містить білки через арахіс, а також магній, фосфор і вітамін Е.

## Галерея

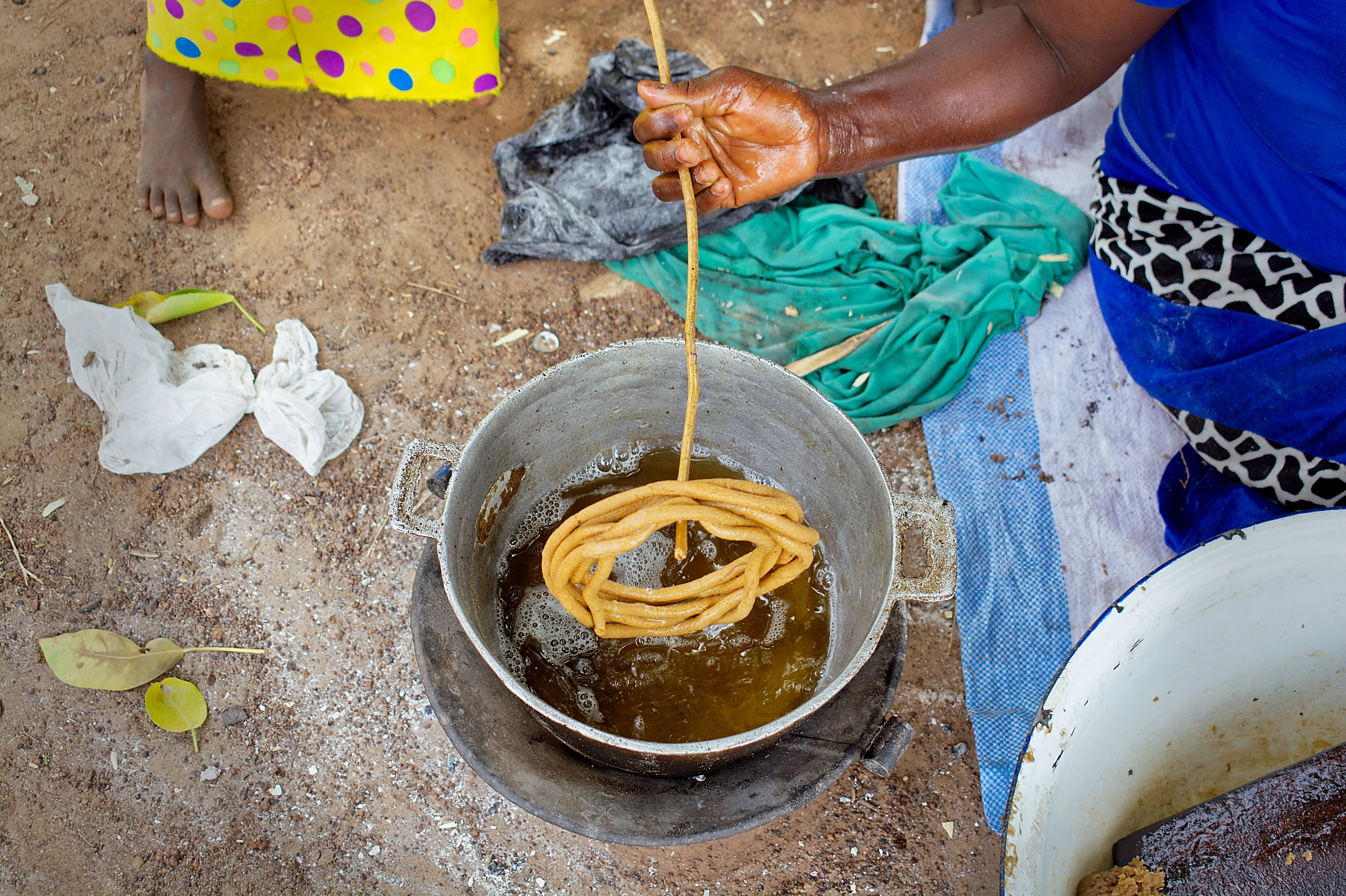
Виготовлення кулі-кулі в Гані
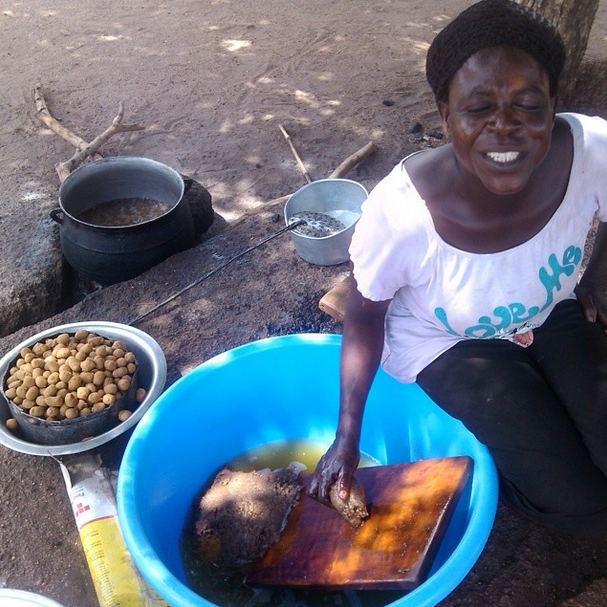
Кулі-кулі зроблено в Бонго
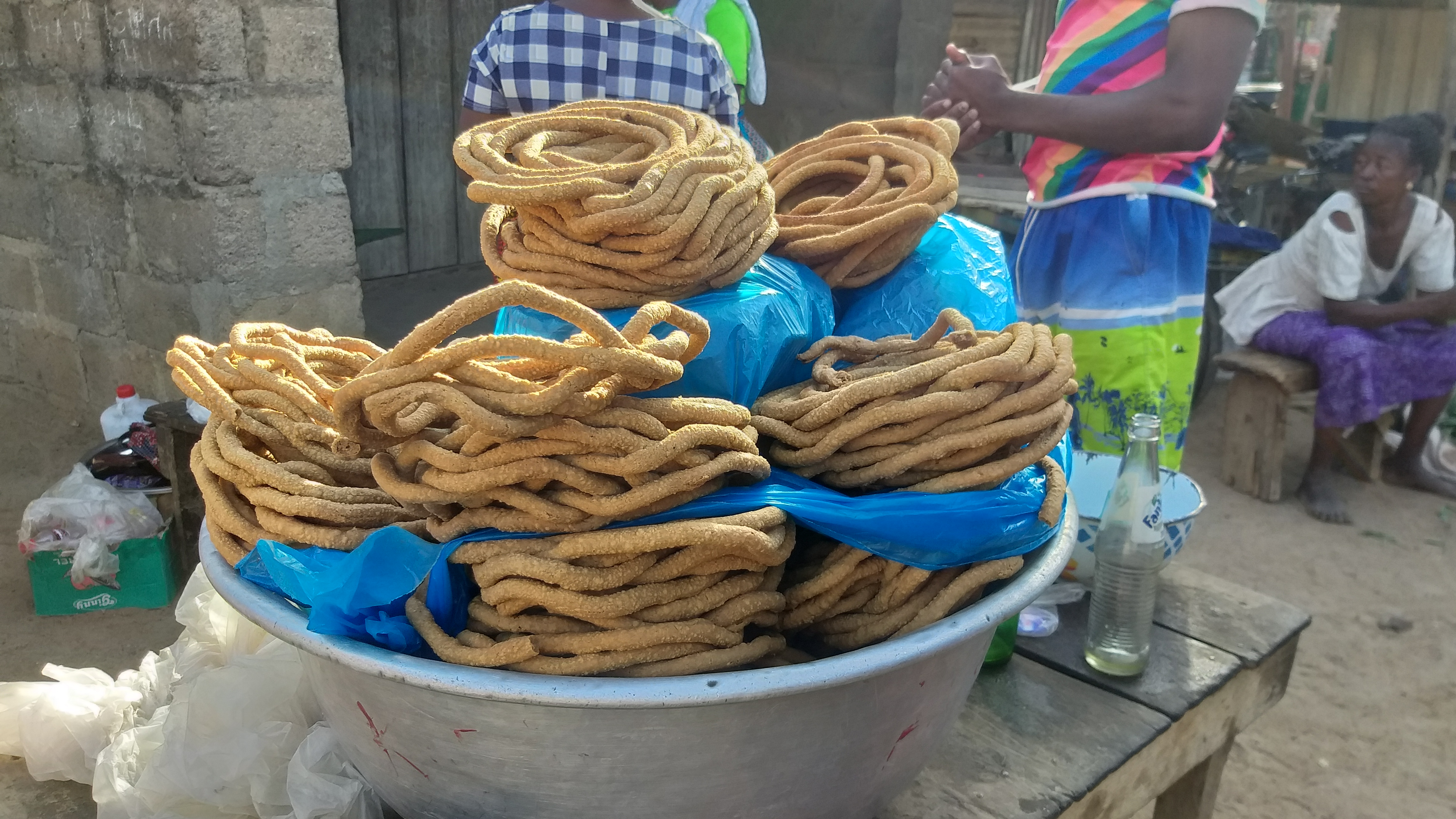
Кулі-кулі, місцева перекуска